# Weronika Wilczyńska
Weronika Wilczyńska (ur. 1948) – polska językoznawczyni, profesor nauk humanistycznych.

## Życiorys
W latach 1971-1980 ukończyła studia filologii romańskiej i filologii angielskiej na Uniwersytecie im. Adama Mickiewicza, w 1984 r. obroniła pracę doktorską pt. La spécificité conceptuelle en français langue étrangère, której promotorem był prof. Waldemar Marton, w 1994 r. habilitowała się na podstawie pracy zatytułowanej La comprehension orale en langue etrangere. W 2000 r. uzyskała tytuł profesora nauk humanistycznych.
Została pracownikiem naukowym na Uniwersytecie im. Adama Mickiewicza i w Wyższej Szkole Języków Obcych im. Samuela Bogumiła Lindego w Poznaniu.
Jest członkiem Polskiego Towarzystwa Neofilologicznego.